# Chevrolet Traverse
La Chevrolet Traverse est un véhicule de type SUV du constructeur automobile américain Chevrolet vendu depuis 2008 qui remplace le monospace Uplander, mais aussi le 4x4 TrailBlazer.

## Groupe motopropulseur
Le Chevrolet Traverse comprend le moteur LLT, un V6 DOHC de 3,564 cm3 (3,564 L) avec VVT et injection directe. Les autres véhicules de la plate-forme Lambda ont également reçu ce groupe motopropulseur dans l'année modèle 2009. Une transmission automatique à 6 vitesses donne la puissance aux roues avant ou à toutes les roues. Le Traverse délivre 281 ch (210 kW) dans les modèles LS et LT. Le modèle LTZ, avec double échappement, délivre 288 ch (215 kW)[réf. nécessaire]. Le Traverse a reçu un moteur turbo 4 cylindres de 2,0 L pour l'année modèle 2018 (code RPO LTG), disponible uniquement sur le niveau de finition RS. Le moteur turbo à 4 cylindres de 2,0 L a été de courte durée, Chevrolet ayant arrêté le moteur du Traverse en avril 2019. 2018 a également vu un moteur V6 3,6 L mis à jour (code RPO LFY). Le moteur 3,6 L mis à jour offre une puissance accrue et une technologie stop & start. À partir de l'année modèle 2018, une transmission 9T65 à 9 vitesses été utilisée à tous les niveaux de finition et options de moteur.
Il dispose d'un moteur essence mais avec deux puissances :
- V6 3.6 L VVT 281 ch avec un seul pot d'échappement.
- V6 3.6 L VVT 288 ch avec un double pot d'échappement.

Il est couplé à une boîte automatique à six rapports avec deux ou quatre roues motrices.

## Conception
Le nom Traverse a été utilisé à l'origine pour un concept-car au Salon international de l'auto de l'Amérique du Nord 2003 à Détroit, mais ce concept a cédé la place lorsque le Chevrolet Equinox a été lancé pour l'année modèle 2005. Le design du Traverse de production a été inspiré par le concept Chevrolet Sequel de 2005 et possède une calandre en forme de chevron semblable à la Chevrolet Malibu de 2008. Le Traverse a une tôle unique et différente des autres crossovers de la plate-forme Lambda, à l'exception des portes. 

## Commercialisation
Le Traverse faisait partie d'un placement de produit de GM dans le drame de la NBC, Mon meilleur ennemi, avec la nouvelle Chevrolet Camaro ; la série a été annulée en mi-novembre 2008. Le véhicule apparaît également dans le remake de Hawaii 5-0 et Mentalist.
Le Traverse est également utilisé pour le Minnie Van Service en collaboration avec Lyft au Walt Disney World Resort en Floride.
Les couleurs noires Gothic de la Chevrolet Traverse sont couramment utilisées par les agences fédérales, telles que les Secret Service.

## Première génération (2009-2017)
Lancé en 2008, il est le dernier membre d'une famille de quatre crossovers au sein du groupe General Motors. Ainsi, il reprend la base technique des Saturn Outlook, GMC Acadia et Buick Enclave; et devient le premier crossover de la marque américaine.
Il se distingue de ses frères par une taille plus imposante, il les dépasse de dix centimètres, et par une carrosserie qui lui est propre, même si elle peut ressembler à celle du Buick. C'est le premier à pouvoir disposer d'un moteur essence à injection directe avant de le partager, d'abord avec l'Enclave, puis avec les autres.

### 2010
Sur les modèles LT, la mise à jour de début 2010 a supprimé les badges "TRAVERSE" sur les portes avant. À partir des modèles de fin 2010, les logos GM ont été supprimés des portes avant du véhicule.

### Version reliftée de 2013
Une version reliftée du Chevrolet Traverse a été dévoilée au Salon international de l'auto de New York 2012. Le Traverse de 2013 reçoit une nouvelle calandre et un nouveau carénage avant, un hayon arrière redessiné et des feux arrière inspirés de la Camaro retravaillés, et la transmission a été retravaillée pour améliorer la qualité et le timing des changements de vitesse. Les images ont été publiées par GM le 28 mars 2012. Le nouvel écran tactile couleur et les radios MyLink de Chevrolet sont de série, ainsi que les garnitures intérieures en bois. Des surfaces de sièges en tissu et en cuir seront disponibles, selon le modèle. Le tissu est de série sur les modèles LS et 1LT, et le cuir est de série sur le LTZ. Les deux sont disponibles sur le modèle 2LT. De nouvelles roues seront disponibles et les modèles continueront d'être proposés dans des versions à traction avant et à traction intégrale, allant du LS de base au LTZ haut de gamme. Le prix de base du Traverse LS de 2013 est de 30 510 $. Un système audio Bose sera de série sur les modèles 2LT et LTZ,.

### 2014
Bien qu'il n'y ait eu aucun changement esthétique pour l'année modèle 2014, Chevrolet a ajouté de nouvelles fonctionnalités au Traverse : alerte de collision avant et alerte de sortie de voie. De plus, les fonctions du système audio ont été mises à jour, avec un port USB à double charge maintenant situé à l'arrière de la console centrale.

### 2015
Aucun changement esthétique. Seules deux nouvelles fonctionnalités, une apparence de roue de 18 pouces révisée et Siri Eyes Free, ont été ajoutées. Siren Red Tintcoat, Sable Metallic, et Blue Velvet Metallic sont devenus disponibles en tant que couleurs extérieures, tandis que Ebony/Saddle Up est devenu une option de couleur intérieure.

### 2016
Le Traverse de 2016 a subi des changements mineurs. Les niveaux de finitions ont été réduits à LS, LT1, LT2 et LTZ. Les nouvelles fonctionnalités incluent la connectivité OnStar 4G LTE avec point d'accès Wi-Fi, Iridescent Pearl et Mosaic Black Metallic comme palettes de couleurs, Leather et finitions Driver Confidence pour les versions LT et jantes en aluminium de 20 pouces, finitions peintes et usinées.

### 2017
Pour l'année modèle 2017, la finition LTZ du Traverse est renommée Premier. Cependant, la plupart des caractéristiques du Traverse de l'année de modèle 2016 avaient été reportées sur les modèles Traverse de 2017.

### Sécurité

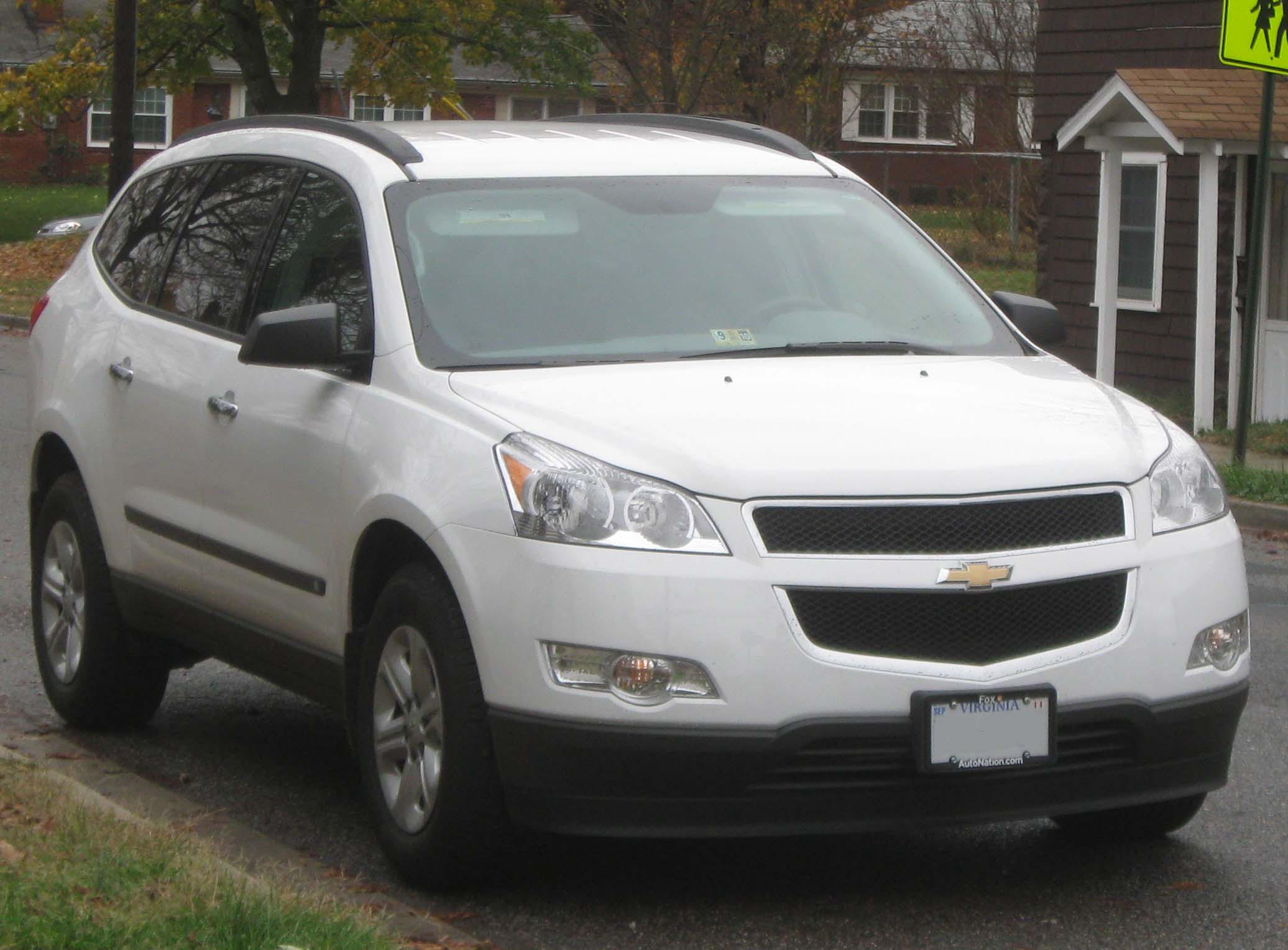
Traverse LS
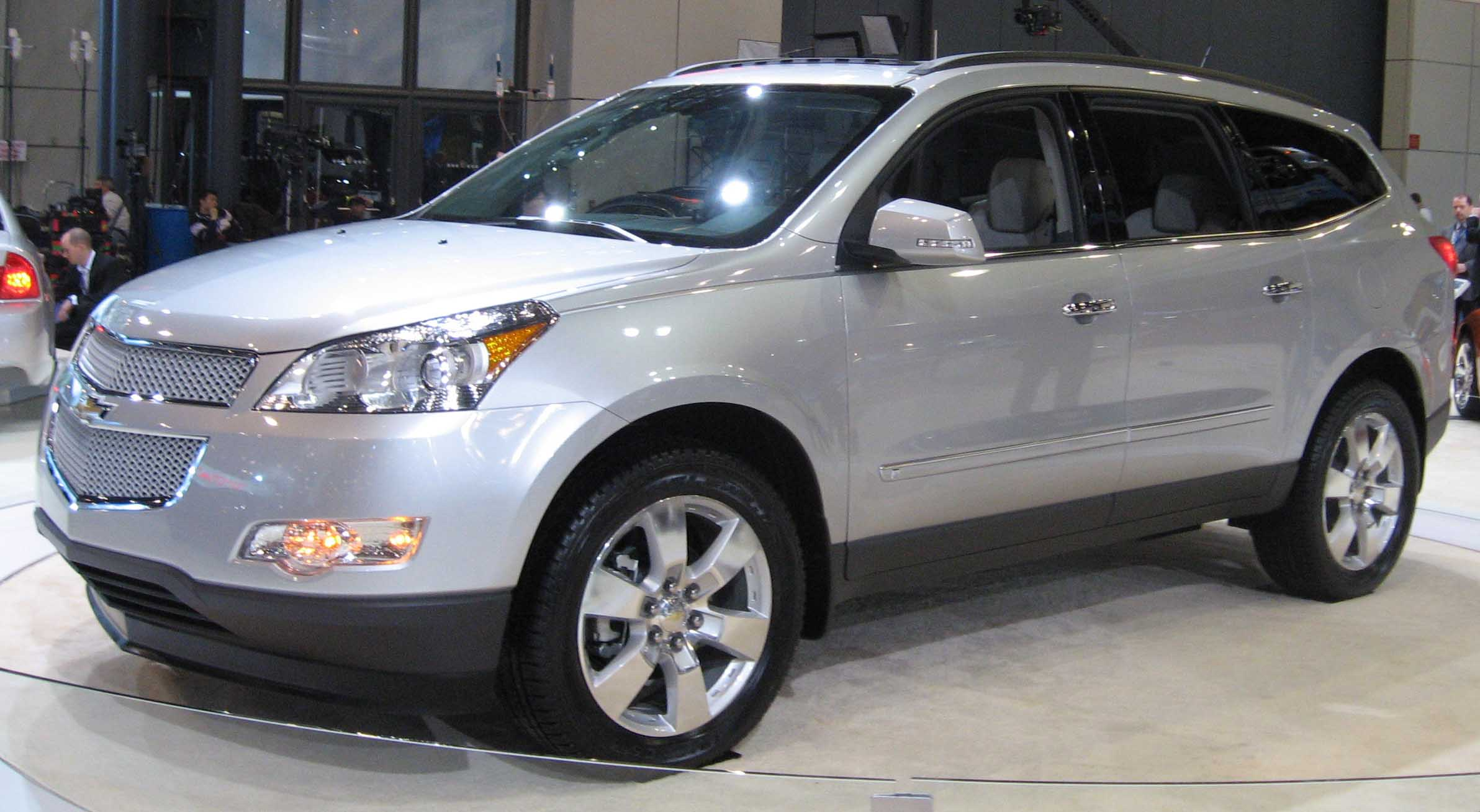
Traverse LTZ
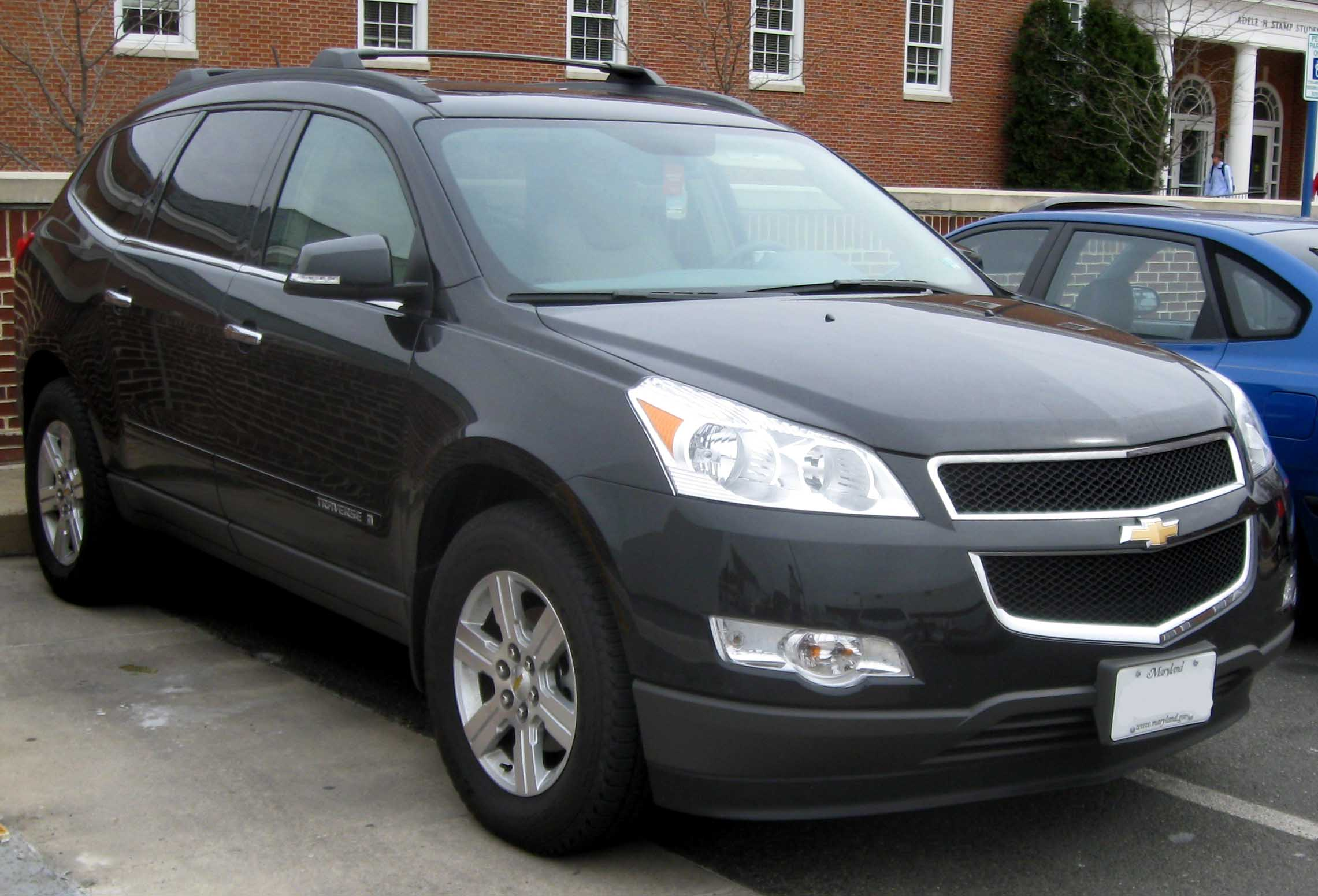
Traverse
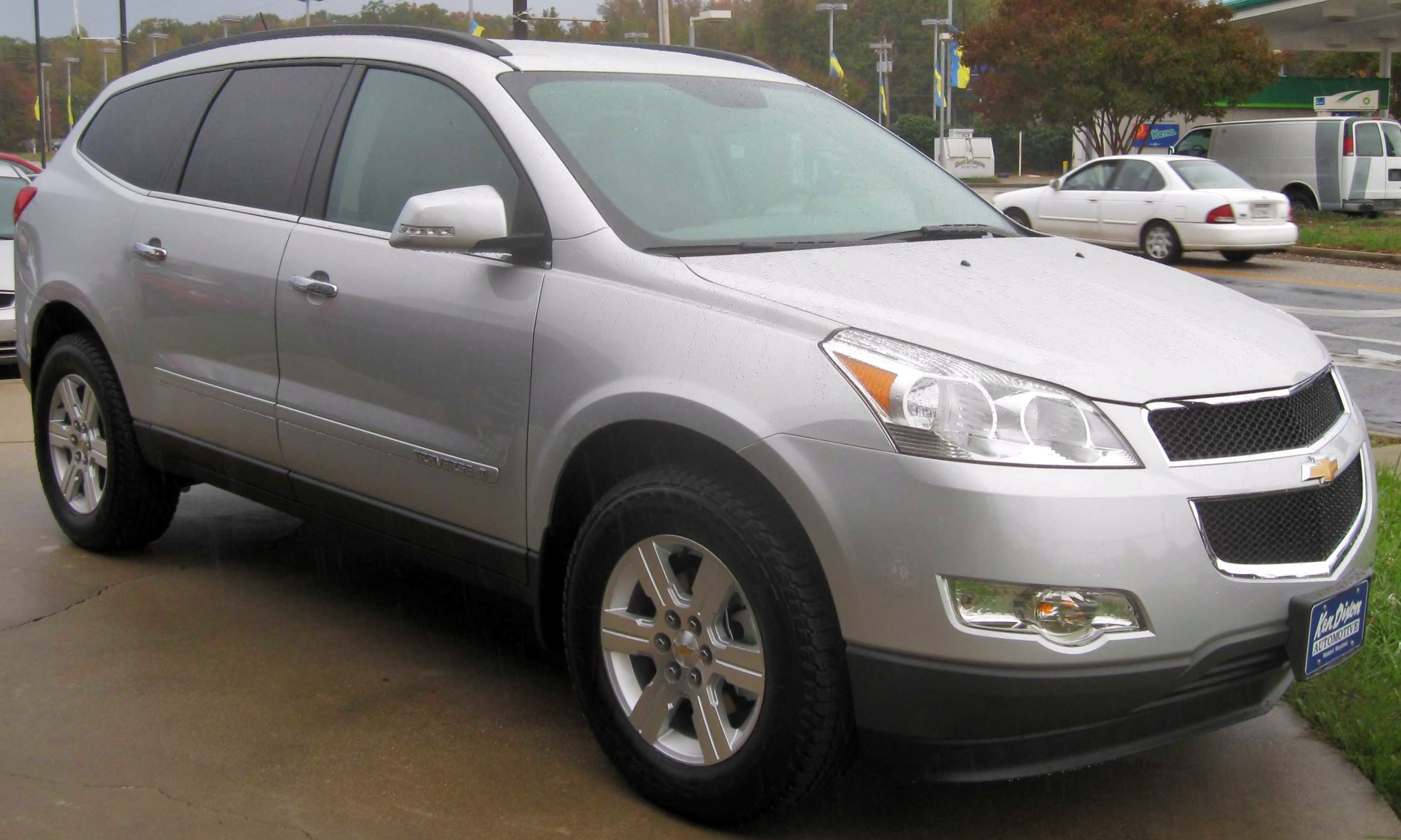
Traverse

| Globale:                   | 5/5 étoiles |
| Frontal conducteur:        | 5/5 étoiles |
| Frontal passager:          | 5/5 étoiles |
| Latéral conducteur:        | 5/5 étoiles |
| Latéral passager:          | 5/5 étoiles |
| Poteau latéral conducteur: | 5/5 étoiles |
| 4x4 tonneau:               | 15.5%       |

| Catégorie                                 | Classement |
| ----------------------------------------- | ---------- |
| Frontal décaler avec chevauchement modéré | Bien       |
| Frontal décaler avec petit chevauchement  | Pas testé1 |
| Impact latéral                            | Bien       |
| Résistance du toit                        | Bien2      |

1 structure du véhicule classée «Bien»
2 rapport résistance / poids: 4,00
Galerie photos
- Traverse LS
- Traverse LTZ
- Traverse
- Traverse

## Deuxième génération (2018-aujourd'hui)
Le 9 janvier 2017, General Motors a dévoilé le Traverse de deuxième génération au North American International Auto Show 2017 à Détroit. Présenté en tant que modèle de 2018, il a été mis en vente en juillet 2017. Alors que Chevrolet rend le véhicule disponible en Amérique du Nord, les plans comprennent l'expansion du Traverse au Moyen-Orient et dans certains pays d'Amérique du Sud. Le Traverse est lancé sur le marché russe en 2018 et est vendu en Corée du Sud depuis le deuxième semestre de 2019, où il est présenté comme un "Super SUV" et est le plus grand SUV multisegment dans cette région,,.
Le Traverse mis à jour a abandonné le design en forme d’œuf et adopte maintenant un design plus semblable à un SUV, similaire au Tahoe, tout en s'inspirant de l'Acadia désormais de taille moyenne, avec le design de la calandre avant de Chevrolet. Il est de dimension similaire au modèle de première génération, ajoutant 2,0 pouces supplémentaires d'empattement et 0,7 pouce de plus de longueur totale, et il perd 111 livres (50 kg) pour un poids de 4362 livres (1977 kg). Il reste un véhicule de tourisme à 8 places (ou 7 places en option). Dans le cadre des plans de GM d'élargir sa gamme les tailles de ses crossovers afin d'être compétitif dans le segment, Chevrolet a repositionné le Traverse en tant que SUV multisegment en raison du lancement du Blazer de taille moyenne qui a fait ses débuts en 2019,.
Il y a 5 niveaux de finition disponibles pour le Traverse de 2e génération : L, LS, LT, Premier et High Country (voir ci-dessous pour le contenu des niveaux de finitions). Tous les niveaux de finition sont disponibles dans des configurations type de Traction Avant (TA) ou traction intégrale (4x4) à l'exception du niveau de finition L qui est uniquement disponible en TA et le niveau de finition High Country qui est uniquement disponible en 4x4. En outre, il existe 2 types de système 4x4 disponibles pour cette génération de Traverse : le système 4x4 standard qui permet à l'utilisateur de déconnecter l'arbre de transmission jusqu'à ce que la traction arrière soit nécessaire et la version Twinster à double embrayage (disponible uniquement avec la version High Country ) avec deux embrayages arrière pour appliquer plus directement le couple à la roue arrière qui en a le plus besoin, les deux sont développés par GKN Driveline.
Lors de la période de lancement, le nouveau moteur V6 de 3,6 L développant 310 chevaux sera la seule option de moteur disponible, couplée à une transmission automatique à neuf rapports avec traction avant ou traction intégrale. De plus, un moteur quatre cylindres turbocompressé sera également disponible au début de 2018 avec l'introduction du modèle RS.
Le nouveau Traverse bénéficie d'une nouvelle technologie, dont certaines sont actuellement disponibles sur d'autres modèles tels que les Chevrolet Equinox, Chevrolet Tahoe et Chevrolet Suburban. Certaines de ces technologies incluent: un hayon électrique mains libres, les systèmes d'infodivertissement Chevrolet MyLink de dernière génération avec Apple CarPlay et Android Auto standard, une banquette arrière divisée en 60/40 et rabattable électriquement avec troisième rangée et un accès sans clé standard avec bouton-poussoir start & stop.

### Niveaux de finition
Le Chevrolet Traverse de deuxième génération est offert en plusieurs niveaux de finition différents (qui sont tous disponibles en Traction Avant (TA) ou en traction intégrale (4x4), à l'exception du L de base, qui est uniquement disponible avec TA, et le High Country haut de gamme, qui n'est disponible qu'avec 4x4), et chacun offrant son propre niveau d'équipement standard:
L : Le L est le niveau de finition le moins cher du Traverse. Il offre les équipements standard suivants: un moteur essence V6 de 3,6 L avec technologie Stop-Start, une boîte automatique à neuf rapports, un système d'échappement à double sortie, sélection du mode de traction, système électronique de contrôle de la stabilité et de la traction StabiliTrak, coussins gonflables SRS latéraux avant et arrière pour impact latéral, système de surveillance de la pression des pneus avec alerte pour le remplissage de pneu, OnStar, Système LATCH pour les sièges arrière avec sécurité enfants, technologie de conduite pour adolescents, une caméra de vision arrière, feux de jour à LED, Phares à High-Intensity Discharge (HID), rétroviseurs extérieurs noirs à réglage électrique et repliables manuellement, poignées de porte extérieures de couleur assortie, un système d'infodivertissement Chevrolet MyLink de sept pouces avec Apple CarPlay et Android Auto, Bluetooth avec streaming audio, commandes du système audio au volant, six ports USB standard, un centre d'information du conducteur avec un écran d'affichage monochrome de 3,5 pouces, une boussole numérique, accès sans clé avec démarrage par bouton-poussoir, un système de climatisation automatique à trois zones, éclairage intérieur théâtre avec gradation, surfaces d'assise en tissu de première qualité, sièges pour huit passagers et dix porte-gobelets standard
LS : Le LS est le deuxième niveau de finition le moins cher du Traverse. Il ajoute du verre teinté foncé et une traction intégrale en option en plus de la finition L de base.
LT Cloth : Le LT Cloth ajoute des caractéristiques de confort et de commodité en plus de la finition LS, telles que: des roues en alliage d'aluminium de 18 pouces au fini argent brillant, rétroviseurs extérieurs chauffants, réglables électriquement et repliables manuellement de couleur assortie, feux de brouillard avant, rails de toit, radio satellite SiriusXM, sièges pour sept passagers avec sièges de capitaine arrière à la deuxième rangée, un siège conducteur baquet à réglage électrique en huit sens avec soutien lombaire à réglage électrique, un volant à trois branches gainé de cuir et vitres électriques avec fonction montée / descente express côté conducteur et côté passager avant.
LT Leather : Le LT Leather ajoute des caractéristiques de luxe en plus de la finition LT Cloth, telles que: vision panoramique avec vue vol d'oiseau, alerte de circulation dans l'angle mort et transversale arrière, aide au stationnement arrière,  roues de vingt pouces en alliage d'aluminium usinées, un système d'infodivertissement Chevrolet MyLink de huit pouces avec navigation GPS, Apple CarPlay et Android Auto, un système audio premium Bose à dix haut-parleurs, surfaces des sièges garnies de cuir, un centre d'information du conducteur amélioré avec un écran couleur de 4,2 pouces, un siège passager avant baquet à réglage électrique en six directions avec soutien lombaire à réglage électrique, sièges avant baquets et chauffants, une prise de courant arrière de 120 volts CA et HomeLink.
Premier : Le Premier est le modèle "de luxe" du Traverse et ajoute les caractéristiques suivantes en plus de la finition LT Leather : un système d'échappement à double sortie avec embouts d'échappement rectangulaires, phares avant à faisceau de projecteur à LED «D-Optic», rétroviseurs extérieurs de couleur assortie, à réglage électrique et chauffants, moulure latérale extérieure de couleur assortie avec inserts chromés, poignées de porte extérieures chromées, jantes de vingt pouces en alliage d'aluminium Argent Metallic, un hayon électrique mains libres avec projection de l'emblème Chevrolet, un système de mémoire du conducteur, une colonne de direction inclinable et télescopique à commande électrique, un volant chauffant gainé de cuir, surfaces des sièges garnies de cuir perforé avec sièges avnt baquets, chauffants et ventilés, sièges de capitaine arrière chauffants à la deuxième rangée et recharge sans fil pour les appareils compatibles.
High Country : Le High Country est le niveau de finition haut de gamme du Traverse et ajoute les fonctionnalités suivantes en plus de la finition Premier, telles que: traction intégrale standard, feux de route avant à assistance automatique IntelliBeam, avertissement de collision avant et avertissement de sortie de voie, régulateur de vitesse adaptatif avec freinage d'urgence autonome, roues de vingt pouces en alliage d'aluminium poli, un toit ouvrant panoramique SkyScape et banquette arrière divisée en 60/40 et rabattable électriquement à la troisième rangée.
Deux finitions d'apparence sont également disponibles sur le Traverse de 2e génération:
RS : Basé sur la finition LT avec des sièges en cuir, ajoute des logos Chevrolet noirs, calandre et lunette de phare antibrouillard Black Ice, roues de 20 pouces en aluminium peint en Dark Android, garnitures de fenêtre Gloss Black et rails de toit Black. Le RS dispose également d'un moteur quatre cylindres turbocompressé au lieu du moteur essence V6 de 3,6 L par rapport aux autres niveaux de finition. À partir du milieu de l'année modèle 2019, le moteur essence V6 de 3,6 L sera de série sur tous les niveaux de finition, car le moteur quatre cylindres turbocompressé (exclusif au niveau de finition RS) sera abandonné. 
Redline Edition : Disponible avec la finition Premier dans les couleurs extérieures suivantes uniquement (Iridescent Pearl Tricoat, Mosaic Black Metallic, Silver Ice Metallic, et Summit White), ajoute l'option Driver Confidence II, double toit ouvrant panoramique SkyScape, coques de rétroviseurs et poignées de porte noirs chromés, roues de 20 pouces noir brillant avec bandes rouges, logo noirs avec écusson rouge et noir, calandre et phare antibrouillard Black Ice, garniture de fenêtre noir brillant, rails de toit noirs, feux arrière noirs fumés et moulures inférieures peintes en noir avec inserts peints en noire glace.
Au moment de son introduction, le Chevrolet Traverse de 2018 est exclusivement disponible avec un moteur essence V6 de 3,6 L doté de la technologie Stop-Start et une transmission automatique à neuf rapports. Les futures options de moteur et de transmission (dont l'une comprend un moteur quatre cylindres turbocompressé) pourraient devenir disponibles pour le Traverse à l'avenir. Le modèle RS sera également disponible après son introduction, sur la base de l'un des niveaux de finition LT, tout comme un nouveau Redline Edition basé sur le niveau de finition Premier (voir ci-dessus pour le contenu de la finition d'apparence).

### MY 2019
Il n'y a eu aucun changement majeur. La couleur Saddle Brown Metallic sera remplacée par Havana Brown Metallic et l'option Assistance routière est disponible à tous les niveaux de finition. L'option Blackout est ajouté en option sur les versions LS, LT et Premier. Le Traverse de l'année modèle 2019 sera également la dernière année où le moteur quatre cylindres en ligne turbo LTG 2.0L sera offert pour ce véhicule.

### MY 2020
Le moteur quatre cylindres en ligne turbo LTG de 2,0 L (qui est exclusif sur le niveau de finition RS) sera interrompu pour l'année modèle 2020 (à partir du milieu de l'année modèle 2019) et sera remplacé par un moteur essence V6 de 3,6 L qui est déjà de série sur les autres niveaux de finition. Le système MyLink sera également remplacé par le système Infotainment 3 et la fonction boucle-la pour conduire sera également ajoutée en standard sur le système de conduite pour adolescents à tous les niveaux de finition. Trois nouvelles couleurs (Stone Gray Metallic, Black Cherry Metallic et Midnight Blue Metallic) ont également été ajoutés à la palette de couleurs pour l'année modèle 2020.

### MY 2021
Pour l'année-modèle 2021, Chevrolet a donné au Traverse un look rafraîchi, en adoptant une calandre similaire au Suburban / Tahoe, et avec des phares et des feux arrière à LED minces, et de nouveaux feux de jour avec clignotants à LED intégrés. Des options de sièges intérieurs, Apple CarPlay et Android Auto sans fil et un nouvel écran d'infodivertissement de huit pouces sont également disponibles. Plusieurs fonctions de sécurité sont désormais de série : freinage d'urgence automatique, freinage pour piétons avant, alerte de collision avant, assistance au maintien de voie avec avertissement de sortie de voie, feux de route automatiques IntelliBeam et un indicateur de distance. Le régulateur de vitesse adaptatif avancé est ajouté aux versions 3LT, RS et Premier, tandis que le alerte de sécurité pour siège de GM est désormais de série sur les modèles Premier et High Country. Ces changements étaient basés sur les commentaires des consommateurs. Le Traverse de 2021 sera mise en vente fin 2020.
La Traverse de 2021 devrait conserver le moteur essence V6 de 3,6 litres du modèle sortant avec une transmission automatique à 9 vitesses.

## Ventes aux États-Unis
| Année | Ventes  |
| ----- | ------- |
| 2008  | 9,456   |
| 2009  | 91,074  |
| 2010  | 106,744 |
| 2011  | 107,131 |
| 2012  | 85,606  |
| 2013  | 96,467  |
| 2014  | 103,943 |
| 2015  | 119,945 |
| 2016  | 116,701 |
| 2017  | 123,506 |
| 2018  | 146,534 |
| 2019  | 147,122 |

NB : Le Traverse a été lancé en septembre 2008.